# Lasioglossum virens
Lasioglossum virens är en biart som först beskrevs av Wilhelm Ferdinand Erichson 1835.  Lasioglossum virens ingår i släktet smalbin, och familjen vägbin. Inga underarter finns listade i Catalogue of Life.